# Rio do Tigre
Der Rio do Tigre ist ein etwa 22 km langer rechter Nebenfluss des Rio Tibaji im Norden des brasilianischen Bundesstaats Paraná.

## Geografie

### Lage
Das Einzugsgebiet des Rio do Tigre befindet sich auf dem Segundo Planalto Paranaense (Zweite oder Ponta-Grossa-Hochebene von Paraná) und im Durchbruchstal des Rio Tibaji durch die Serra Geral vom Segundo zum Terceiro Planalto Paranaense.

### Verlauf
Sein Quellgebiet liegt im Munizip São Jerônimo da Serra auf 827 m Meereshöhe etwa 4 km westlich der Stadt unmittelbar oberhalb der Abbruchkante der Serra Geral. Über diese fällt er in dem über 160 m hohen Wasserfall Salto João Nogueira. Hier fließt er ein kurzes Stück entlang der westlichen Grenze der Terra Indígena São Jerônimo da Serra. 
Der Fluss verläuft in großem Bogen in nordwestlicher Richtung. Auf seinen letzten fünf Kilometern bildet er die südliche Grenze der Terra Indígena Barão de Antonina. Er mündet auf 423 m Höhe von rechts in den Rio Tibaji. Er ist etwa 22 km lang.

### Munizipien im Einzugsgebiet
Der Rio do Tigre verläuft vollständig innerhalb des Munizips São Jerônimo da Serra.

## Terras Indígenas
Am Rio do Tigre liegen zwei föderale indigene Gebiete. Dies sind zum einen die Terra Indígena Barão de Antonina und zum anderen die Terra Indígena São Jerônimo.
Gemäß der Liste der indigenen Territorien Brasiliens (Lista de terras indígenas do Brasil) leben gut tausend Indigene in diesen beiden Reservaten. Die Liste fußt auf Daten des Instituto Socioambiental.
| Terra indígena        | Völker                    | Bewohner | Fläche(km²) | Bewohner pro km² | Kategorie      |
| --------------------- | ------------------------- | -------- | ----------- | ---------------- | -------------- |
| Barão de Antonina I   | Guarani Ñandeva, Kaingang | 460      | 37,67       | 12,21            | Terra Indígena |
| São Jerônimo da Serra | Guarani Ñandeva, Kaingang | 674      | 13,39       | 50,33            | Terra Indígena |